# Terciopelo azul
Terciopelo azul (título original: Blue Velvet) es una película estadounidense de 1986 dirigida y escrita por David Lynch que mezcla elementos de terror psicológico con el cine negro, protagonizada por Kyle MacLachlan, Isabella Rossellini, Dennis Hopper, Laura Dern, Hope Lange y Dean Stockwell y fue creada con un presupuesto de seis millones de dólares recaudando 8 551 228 dólares a nivel mundial. El título fue tomado de la canción homónima de Bobby Vinton. La película trata sobre un joven estudiante universitario que, al regresar a casa para visitar a su padre enfermo, descubre una oreja humana en el pasto. La oreja lo lleva a descubrir una vasta conspiración criminal y a entablar una relación romántica con una atormentada cantante.
El guion de Terciopelo azul pasó por muchos estudios importantes a finales de los años 70 y principios de los años 80 que lo rechazaron debido a su fuerte contenido sexual y violento. Tras el fracaso comercial y crítico de Dune, el director intentó desarrollar una historia personal más o menos característica del estilo surrealista que se muestra en su ópera prima Eraserhead. El estudio independiente De Laurentiis Entertainment Group, propiedad en ese momento por el productor de cine italiano Dino De Laurentiis, accedió a financiar y producir la película.
Terciopelo azul recibió inicialmente una respuesta crítica dividida, con muchos afirmando que su contenido objetable tenía poca finalidad artística. Sin embargo, le valió a David Lynch su segunda nominación al Óscar al mejor director y llegó a alcanzar el estatus de película de culto. Como ejemplo de un director que se opone a la norma, se le atribuyó el relanzamiento de la carrera de Hopper y el hecho de proporcionar a Rossellini una salida dramática más allá de su trabajo anterior como modelo de moda y portavoz de productos cosméticos. En los años posteriores, la película generó una importante atención académica con respecto a su simbolismo temático, y ahora es considerada como una de las obras principales de Lynch y una de las mejores películas de los años ochenta. Publicaciones como Sight & Sound, Time, Entertainment Weekly y BBC Magazine la clasificaron entre las mejores películas estadounidenses de todos los tiempos. Desde el 2008, forma parte del AFI's 10 Top 10 en la categoría de películas de misterio.

## Sinopsis
En la localidad estadounidense de apariencia pacífica llamada Lumberton, Jeffrey (Kyle MacLachlan) se encuentra con una oreja humana entre el pasto, la recoge y se la lleva al detective Williams (George Dickerson). Más tarde conoce a Sandy (Laura Dern), la hija del detective, quien revela a Jeffrey detalles sobre la investigación que adelanta su padre en el caso de la oreja encontrada por él. Dichas revelaciones llevan a Jeffrey con ayuda de Sandy a colarse en el apartamento de una mujer llamada Dorothy Vallens (Isabella Rossellini), donde es descubierto por la mujer, quien sin embargo lo oculta en el armario cuando al apartamento llega Frank Booth (Dennis Hopper). Allí Jeffrey se involucra en otro misterio relacionado con la extraña relación sadomasoquista que llevan Dorothy y Frank.

## Reparto
| Actor               | Personaje                            |
| ------------------- | ------------------------------------ |
| Isabella Rossellini | Dorothy Vallens                      |
| Kyle MacLachlan     | Jeffrey Beaumont                     |
| Dennis Hopper       | Frank Booth                          |
| Laura Dern          | Sandy Williams                       |
| Hope Lange          | Sra. Pam Williams                    |
| Dean Stockwell      | Ben                                  |
| George Dickerson    | Detective John Williams              |
| Priscilla Pointer   | Sra. Frances Beaumont                |
| Frances Bay         | Tía Barbara                          |
| Jack Harvey         | Sr. Tom Beaumont                     |
| Ken Stovitz         | Mike                                 |
| Brad Dourif         | Raymond                              |
| Jack Nance          | Paul                                 |
| J. Michael Hunter   | Hunter                               |
| Dick Green          | Don Vallens                          |
| Fred Pickler        | Detective Tom Gordon/Hombre amarillo |

## Producción

### Origen
La historia de la película surgió a partir de tres ideas que se cristalizaron en la mente del cineasta a lo largo de un período de tiempo que comenzó en 1973.: 135  La primera idea fue sólo "un sentimiento" y el título, como dijo Lynch a Cinéaste en 1987. La segunda fue la imagen de una oreja humana cortada tirada en un campo. "No sé por qué tenía que ser una oreja. Solo sé que tenía que ser la abertura de alguna parte del cuerpo, un agujero hacia otra cosa... La oreja se asienta sobre la cabeza y va directamente a la mente, así que me pareció perfecta", comentó Lynch en una entrevista de 1986 para The New York Times. La tercera fue la interpretación de Blue Velvet de Bobby Vinton y "el estado de ánimo que acompañaba a esa canción, un estado de ánimo, una tiempo y cosas que me remitían a esa época".
La escena en la que Dorothy aparece desnuda en la calle se inspiró en una experiencia real que Lynch tuvo durante su infancia cuando él y su hermano vieron a una mujer desnuda caminando por una calle del barrio por la noche. La experiencia fue tan traumática para el joven Lynch que lo hizo llorar y nunca la olvidó.
Después de terminar El hombre elefante, Lynch se reunió con el productor Richard Roth para tomar un café. Roth había leído y disfrutado del guion de Ronnie Rocket de Lynch, pero no creía que fuera algo que quisiera producir. Le preguntó a Lynch si el cineasta tenía otros guiones, pero el director solo tenía ideas. "Le dije que siempre había querido colarme en la habitación de una chica para observarla durante la noche y que, tal vez, en un momento u otro, vería algo que sería la clave del misterio de un asesinato. A Roth le encantó la idea y me pidió que escribiera un guion. Me fui a casa y pensé en la oreja en el campo". La producción se anunció en agosto de 1984. Lynch escribió dos borradores más antes de estar satisfecho con el guion de la película. El problema con estos, según Lynch, es que "tal vez todo lo desagradable de la película estaba allí y nada más. Faltaban muchas cosas en ella. Y así desapareció por un tiempo".: 136  Las condiciones en ese momento eran ideales para la película de Lynch: había llegado a un acuerdo con Dino De Laurentiis que le otorgaba total libertad artística y el control del montaje final, con la condición de que el cineasta aceptara una reducción de su salario y trabajara con un presupuesto de solo 6 millones de dólares. En consecuencia, Lynch quedaría prácticamente sin supervisión durante la producción. "Después de Dune, estaba tan deprimido que cualquier cosa me hacía feliz. Era pura euforia. Y cuando trabajas con ese tipo de sentimiento, puedes correr riesgos. Puedes experimentar".: 137 
La película muestra el dualismo existente en el mundo. Por un lado, lo superficial de la vida lleno de aparentes buenas sensaciones; y por el otro, la pura realidad, el lado oscuro que se esconde tras todo lo que a simple vista parece bello. Lynch fue nominado al Oscar al mejor director por esta película, interpretada por Kyle MacLachlan, Isabella Rossellini, con quien Lynch compartió una relación sentimental, Laura Dern y Dennis Hopper, quien da vida a Frank Booth, uno de los personajes más retorcidos e inquietantes de la historia reciente del cine estadounidense.[cita requerida]
La película se considera un ejemplo de surrealismo.
El nombre Terciopelo azul (Blue Velvet) proviene de la canción de Bobby Vinton Blue Velvet, famosa en 1963, que llegó al número uno de la lista de popularidad de Billboard, y además por versiones grabadas por Tony Bennett y otros. La película describe varias situaciones extrañas en las que se puede sentir un ambiente un poco perturbador, tal y como sucede en los distintos filmes de David Lynch.

### Casting
El elenco de Terciopelo azul incluyó a varios actores relativamente desconocidos en aquel entonces.
Lynch conoció a Isabella Rossellini en un restaurante y le ofreció el papel de Dorothy Vallens. Helen Mirren había sido la primera opción para el papel. Rossellini había ganado cierto reconocimiento antes de la película por sus anuncios de Lancôme a principios de la década de 1980 y por ser la hija de la actriz Ingrid Bergman y el director Roberto Rossellini. Tras finalizar la película, durante las proyecciones de prueba, ICM Partners, la agencia que representaba a Rossellini, la descartó inmediatamente como clienta. Además, las monjas del colegio de Roma al que asistió Rossellini en su juventud llamaron para decirle que estaban rezando por ella.
Kyle MacLachlan había desempeñado el papel central Dune, una epopeya de ciencia ficción basada en la novela del mismo nombre. MacLachlan se convirtió más tarde en un colaborador recurrente de Lynch, quien comentó: "Kyle interpreta a inocentes que están interesados en los misterios de la vida. Es la persona en la que confías lo suficiente como para adentrarte en un mundo extraño". A Val Kilmer le habían ofrecido un papel en la película, pero lo rechazó porque sintió que era demasiado "gráfica" para él; una decisión de la que luego se arrepintió.
Dennis Hopper fue el actor más conocido de la película, ya que había dirigido y protagonizado Easy Rider. Hopper, que se dice fue la tercera opción de Lynch (Michael Ironside ha declarado que Frank fue escrito pensando en él), aceptó el papel, supuestamente después de exclamar: "¡Tengo que interpretar a Frank! ¡Soy Frank!". Harry Dean Stanton y Steven Berkoff rechazaron el papel de Frank debido al contenido violento de la película.
Laura Dern, que entonces tenía 18 años, fue elegida para interpretar a Sandy después de que varias actrices ya exitosas rechazaran el papel; entre ellas estaba Molly Ringwald.

## Interpretación
En principio Terciopelo azul puede verse como una película de misterio, sin embargo  opera en varios niveles temáticos. La película toma mucho del cine negro de los años cincuenta, ya que contiene y explora convenciones como la mujer fatal (Dorothy Vallens), un villano aparentemente imparable (Frank Booth) y la cuestionable perspectiva moral del héroe (Jeffrey Beaumont), así como su uso inusual de una cinematografía sombría y a veces oscura. La película establece la famosa "visión torcida" de Lynch e introduce varios elementos comunes a obra, algunos de los cuales luego se convertirían en temas recurrentes, incluidos personajes atormentados y un mundo polarizado. Tal vez uno de los temas más significativos de Lynch en la película sea el descubrimiento del lado oscuro de una pequeña ciudad aparentemente ideal; Jeffrey incluso proclama en la película que está "viendo algo que siempre estuvo oculto". Los símbolos y motivos que Lynch utiliza en sus películas son conocidos, y su estilo particular, caracterizado en gran medida por primera vez en Terciopelo azul, ha sido ampliamente descrito como "onírico", "extraño", "oscuro", y "excéntrico". Las cortinas rojas también aparecen en escenas clave, en concreto en el apartamento de Dorothy, que desde entonces se han convertido en un sello distintivo de Lynch. La película ha sido comparada con Psicosis de Alfred Hitchcock por su crudo tratamiento del mal y la enfermedad mental. La premisa de ambas películas es la curiosidad que conduce a una investigación y termina por arrastrar a los protagonistas a un submundo oculto y voyerista de crimen.
La temática de la película recuerda a Edgar Allan Poe, Henry James y a la ficción gótica temprana, así como a películas como La sombra de una duda y La noche del cazador y al cine negro en general. Lynch se ha referido a ella como una "película sobre cosas que están ocultas, en de una pequeña ciudad y en la gente".

## Banda sonora
Principalmente, durante la película suena una versión de Blue Velvet, de Bobby Vinton, y en una escena, suena la canción In Dreams, de Roy Orbison.
Su banda sonora original, escrita por Angelo Badalamenti, está compuesta por:
| Pista | Título                                 | Intérprete   | Duración |
| ----- | -------------------------------------- | ------------ | -------- |
| 1     | Main Title                             |              | 1:27     |
| 2     | Night Streets/Sandy and Jeffrey        |              | 3:42     |
| 3     | Frank                                  |              | 3:34     |
| 4     | Jeffrey's Dark Side                    |              | 1:48     |
| 5     | Mysteries of Love                      |              | 2:10     |
| 6     | Frank Returns                          |              | 4:39     |
| 7     | Mysteries of Love [Instrumental]       |              | 4:41     |
| 8     | Blue Velvet/Blue Star                  |              | 3:14     |
| 9     | Lumberton U.S.A./Going Down to Lincoln |              | 2:13     |
| 10    | Akron Meets the Blues                  |              | 2:40     |
| 11    | Honky Tonk, Pt. 1                      | Bill Doggett | 3:09     |
| 12    | In Dreams                              | Roy Orbison  | 2:48     |
| 13    | Love Letters                           | Ketty Lester | 2:36     |
| 14    | Mysteries of Love                      | Julee Cruise | 4:22     |

## Premios
Oscar
| Año  | Categoría       | Persona     | Resultado |
| ---- | --------------- | ----------- | --------- |
| 1986 | Mejor dirección | David Lynch | Candidato |

Globo de Oro
| Año  | Categoría              | Persona       | Resultado |
| ---- | ---------------------- | ------------- | --------- |
| 1986 | Mejor actor de reparto | Dennis Hopper | Candidato |
| 1986 | Mejor guion            | David Lynch   | Candidato |